# Anna (matka Samuela)

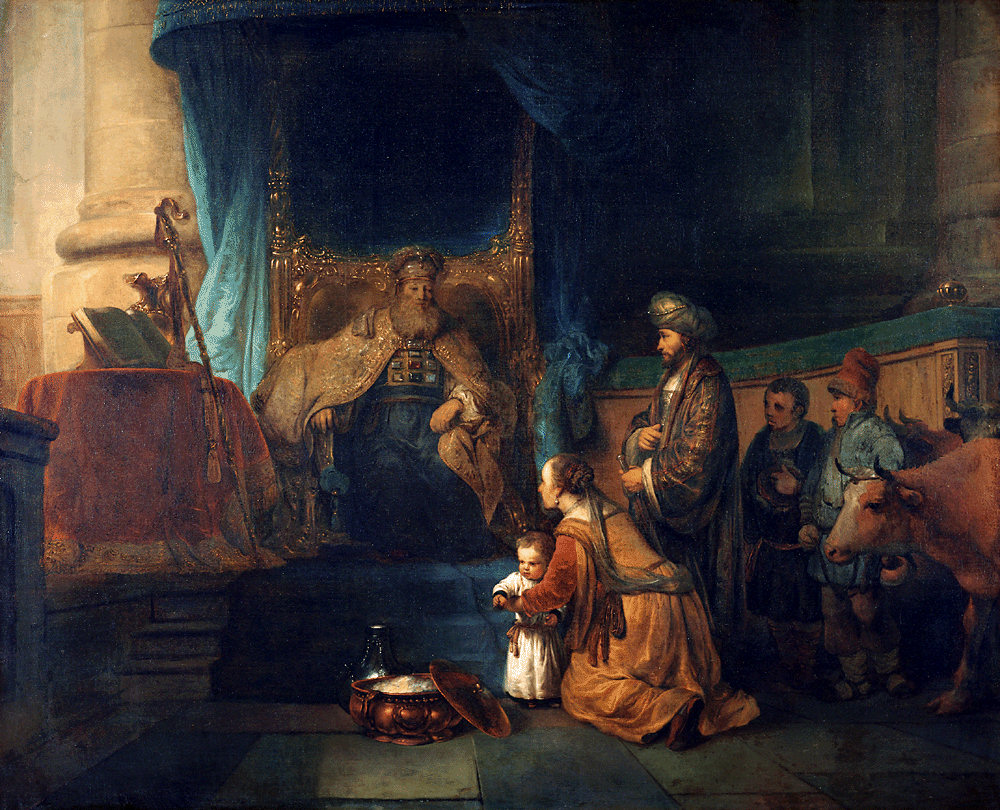
Gerbrand van den Eeckhout, Anna przedstawia swego syna Samuela kapłanowi Helemu (ok. 1665 r.)

Anna (hebr. חַנָּה, hannāh, pol.: „pełna łaski”) − postać biblijna ze Starego Testamentu, matka proroka Samuela.
Mieszkała razem ze swoim mężem Elkaną i jego drugą żoną Peninną w Ramataim-Cofim w górzystym regionie należącym do plemienia Efraima. Co roku Elkana udawał się wraz z rodziną do sanktuarium w Szilo, a wówczas przy składaniu ofiar Peninna drwiła z bezdzietnej Anny. Mimo to Anna pozostawała umiłowaną żoną, a mąż dawał jej zawsze podwójną porcję mięsa ofiarnego.
Podczas jednej z pielgrzymek do Szilo upokorzona przez rywalkę Anna modliła się gorliwie o syna, obiecując oddać go na służbę do świątyni. Ponieważ modliła się w ciszy, poruszając tylko ustami, obserwujący ją prorok Heli uznał, że jest pijana. Gdy nieporozumienie zostało wyjaśnione, udzielił jej swojego błogosławieństwa. Prośba Anny została wysłuchana i wkrótce potem urodziła syna, któremu nadała imię Samuel (שְׁמוּאֵל „Bóg wysłuchał”). Gdy chłopiec ukończył trzy lata, matka ofiarowała go na służbę Helemu w Szilo. Co roku odwiedzała go wraz z mężem, za każdym razem przynosząc mu utkaną przez siebie szatę. Bóg Jahwe natomiast obdarzył ją jeszcze trzema synami i dwoma córkami. Tradycja żydowska uważa Annę za pierwszą żonę Elkany, a jako przykład całkowitego zawierzenia Bogu zestawia ją z Abrahamem. W chrześcijaństwie modlitwa Anny w 1 Sm 2,1-10 uważana jest za prefigurację Magnificatu.